# Friedrich Engesser
Friedrich Engesser (* 12. Februar 1848 in Weinheim an der Bergstraße; † 29. August 1931 in Achern) war ein deutscher Bauingenieur und Hochschullehrer.

## Biografie
Friedrich Engesser besuchte die Bendersche Privatschule in Weinheim sowie das Gymnasium in Mannheim und studierte von 1865 bis 1869 am Polytechnikum Karlsruhe. Nach dem bestandenen ersten Staatsexamen begann er ein Referendariat in der Bauverwaltung des Großherzogtums Baden; er arbeitete zunächst bei der badischen Schwarzwaldbahn (ab 1874 in der Zentraldirektion in Karlsruhe) und war dann Zentralinspektor der badischen Staatsbahn in Karlsruhe. 1876 wurde er zum Ingenieur 1. Klasse ernannt, 1884 zum Bahnbau-Inspektor und 1885 zum Staatseisenbahn-Baurat. 1885 wurde er an der aus dem Polytechnikum hervorgegangenen Technischen Hochschule Karlsruhe Professor für Statik, Brückenbau und Eisenbahnwesen. 1910 wurde er zum Geheimen Oberrat ernannt. Er wurde 1915 emeritiert, lehrte aber noch bis 1923. Er galt als gewissenhafter, gründlicher und unermüdlicher Lehrer. Zu seinen zahlreichen Schülern gehören Heinrich Leitz und Karl Kriemler. Sein Nachfolger auf dem Lehrstuhl wurde Wilhelm Schachenmeier (1882–1927). Er war Mitglied des Vereins Deutscher Ingenieure (VDI) und des Karlsruher Bezirksvereins des VDI.
Engesser befasste sich vor allem mit dem Konstruktivem Ingenieurbau und der Baustatik im Holzbau, Stahlbau, Massivbau, Eisenbahnbau und Wasserbau, sowie mit Festigkeitslehre und Baustoffkunde. Außerdem entwickelte er eine Erddrucklehre im Grundbau. Er arbeitete über statisch unbestimmte Fachwerke (Zusatzkräfte, Nebenspannungen) und die Knickfestigkeit von Stäben.
Nach Karl-Eugen Kurrer bildete er mit Heinrich Müller-Breslau und Christian Otto Mohr das „Dreigestirn der klassischen Baustatik“ und „trug wie kein anderer zur baustatischen Grundlegung des Stahlbaus bei“.

## Ehrungen
- Die Technische Hochschule Braunschweig verlieh Friedrich Engesser die Ehrendoktorwürde.[3]
- Friedrich Engesser war Ehrenmitglied der Karlsruher Burschenschaft Tulla.[4]
- Auf dem Campus des heutigen Karlsruher Instituts für Technologie wurden eine Straße und ein Hörsaal nach ihm benannt.

## Schriften (Auswahl)
- Theorie und Berechnung von Bogenfachwerkträgern ohne Scheitelgelenk. Springer, Berlin 1880.
- Geometrische Erddrucklehre. In: Zeitschrift für Bauwesen, 30. Jahrgang 1880, Spalte 189.
- Über den Erddruck gegen innere Stützwände. In: Deutsche Bauzeitung, 16. Jahrgang 1882, S. 91–93.
- Über die Knickfestigkeit gerader Stäbe. In: Zeitschrift des Architekten- und Ingenieurvereins zu Hannover, Jahrgang 1889, S. 455.
- Die Zusatzkräfte und Nebenspannungen eiserner Fachwerkbrücken. I. Die Zusatzkräfte. Julius Springer, Berlin 1892. (online bei Internet Archive)
- Die Zusatzkräfte und Nebenspannungen eiserner Fachwerkbrücken. II. Die Nebenspannungen. Julius Springer, Berlin 1893. (online bei Internet Archive)
- Über die Berechnung auf Knickfestigkeit beanspruchter Stäbe aus Schweißeisen und Flußeisen. In: Zeitschrift des Österreichischen Ingenieur- und Architekten-Vereins, Jahrgang 1893, S. 506.
- Zur Theorie des Baugrundes. In: Centralblatt der Bauverwaltung, 13. Jahrgang 1893, S. 306–308.
- Die Berechnung von Rahmenträgern. Ernst & Sohn, Berlin 1913. (2. Auflage 1919)
- Über die Bestimmung der Knickfestigkeit gegliederter Stäbe. In: Zeitschrift des Österreichischen Ingenieur- und Architekten-Vereins, Jahrgang 1913, Heft 47.